# 達ノ里寿弥
達ノ里 寿弥（だてのさと としや、1920年3月19日 - 没年不明）は、北海道夕張市出身の元大相撲力士。振分部屋→玉ノ井部屋→振分部屋所属。本名は工藤 寿弥（くどう としや）。最高位は西十両5枚目。得意技は投げ、捻り。

## 経歴
振分部屋に入門し、1936年1月場所に初土俵を踏む。1941年1月場所に十両に昇進。再十両の1943年5月場所に応召される。1946年11月場所に復帰するが、その後は十両の地位にあるも勝ち越すことなく1947年11月場所に27歳で廃業した。非常に柔軟な体格で足腰も良く、軽量だが投げや捻りを駆使した激しい取り口が持ち味のの相撲巧者であった。

## 主な成績
- 通算成績：78勝86敗15休  勝率.476
- 十両成績：37勝57敗15休  勝率.394
- 現役在位：24場所
- 十両在位：13場所
- 各段優勝
  - 三段目優勝：1回（1939年5月場所）

### 場所別成績
| 1936年 （昭和11年） | （前相撲）         | 新序 2–1                | x                        |
| 1937年 （昭和12年） | 東序ノ口2枚目 3–3  | 東序二段22枚目 2–5      | x                        |
| 1938年 （昭和13年） | 東序二段26枚目 4–3 | 東三段目47枚目 2–5      | x                        |
| 1939年 （昭和14年） | 西三段目54枚目 4–3 | 西三段目23枚目 優勝 7–1 | x                        |
| 1940年 （昭和15年） | 東幕下31枚目 5–3   | 西幕下14枚目 6–2        | x                        |
| 1941年 （昭和16年） | 東十両15枚目 8–7   | 東十両9枚目 8–7         | x                        |
| 1942年 （昭和17年） | 西十両5枚目 5–10   | 西十両11枚目 5–10       | x                        |
| 1943年 （昭和18年） | 西幕下2枚目 6–3    | 西十両15枚目 – 応召     | x                        |
| 1944年 （昭和19年） | x                  | x                       | x                        |
| 1945年 （昭和20年） | x                  | x                       | x                        |
| 1946年 （昭和21年） | x                  | x                       | 西十両 6–7               |
| 1947年 （昭和22年） | x                  | 東十両10枚目 4–6        | 東十両11枚目 引退 1–10–0 |
| 各欄の数字は、「勝ち-負け-休場」を示す。 優勝 引退 休場 十両 幕下 三賞：敢=敢闘賞、殊=殊勲賞、技=技能賞 その他：★=金星 番付階級：幕内 - 十両 - 幕下 - 三段目 - 序二段 - 序ノ口 幕内序列：横綱 - 大関 - 関脇 - 小結 - 前頭（「#数字」は各位内の序列） |                    |                         |                          |

## 改名歴
- 伊達ノ里（だてのさと）1936年1月場所 - 1937年1月場所
- 達ノ里 壽弥（だてのさと としや）1937年5月場所 - 1945年11月場所
- 達ノ里 寿弥（だてのさと としや）1946年11月場所 - 1947年11月場所